# Thymus reverdattoanus
Thymus reverdattoanus — вид рослин родини глухокропивові (Lamiaceae), ендемік Росії (Іркутськ, Камчатка, Красноярськ, Магадан, Західна Сибір, Якутськ).

## Опис
Стебла закінчуються безплідними пагонами. Квітконосні пагони 1.5–6 см заввишки, під суцвіттям запушені короткими віддаленими волосками. Листки широкояйцюватих до довгастих, 3–12 × 2–6 мм, оголені, на краю з 4–7 війками. Суцвіття головчасті. Приквіткові листки яйцювато-еліптичні, лілуваті, до половини з війками. Квітконіжки 2–3 мм завдовжки, запушені короткими віддаленими волосками. Чашечки 3.5–4 мм завдовжки, зверху білуваті, верхні зубці трикутно-ланцетні, на краю з короткими віями або без них. Віночки ≈ 6 мм завдовжки.

## Поширення
Ендемік Росії (Іркутськ, Камчатка, Красноярськ, Магадан, Західна Сибір, Якутськ).